# Чернишов Олексій Павлович
Олексій Павлович Чернишов (1906, місто Санкт-Петербург, тепер Російська Федерація — 9 вересня 1976, місто Рига, тепер Латвія) — латвійський радянський державний і комуністичний діяч, секретар ЦК КП(б) Латвії. Депутат Верховної Ради Латвійської РСР 3—4-го скликань. Член ЦК Комуністичної партії Латвії.

## Життєпис
Народився в родині ремісника. Навчався в ремісничому училищі, працював робітником радгоспу в Псковській губернії.
Член ВКП(б) з 1928 року.
Після закінчення радпартшколи перебував на партійній роботі в місті Великі Луки.
У 1930—1937 роках — студент комуністичного вузу; аспірант Вищої комуністичної сільськогосподарської школи в Ленінграді.
З 1937 року — на відповідальній роботі в апараті Ленінградського обласного комітету ВКП(б).
З липня по листопад 1943 року працював в апараті ЦК ВКП(б). У листопаді 1943 — квітні 1944 року — відповідальний організатор відділу кадрів партійних органів Управління кадрів ЦК ВКП(б). 27 квітня 1944 — 17 жовтня 1946 року — заступник завідувача відділу кадрів партійних органів Управління кадрів ЦК ВКП(б).
17 жовтня 1946 — 24 березня 1947 року — заступник голови Бюро ЦК ВКП(б) по Литві.
У 1947—1951 роках — представник Ради у справах колгоспів при уряді СРСР по Саратовській області РРФСР; представник Ради у справах колгоспів при уряді СРСР по Латвійській РСР.
24 квітня 1951 — 1952 року — секретар ЦК КП(б) Латвії.
З 1953 до 13 вересня 1955 року — 1-й заступник міністра сільського господарства Латвійської РСР.
13 вересня 1955 — 1956 року — 1-й заступник міністра радгоспів Латвійської РСР.
З 1958 року — на відповідальній роботі в Комісії державного контролю Ради міністрів Латвійської РСР.
У грудні 1962—1965 роках — завідувач відділу організаційної роботи (партійних органів) Комітету партійно-державного контролю ЦК КП Латвії та Ради міністрів Латвійської РСР.
У 1965—1974 роках — на відповідальній роботі в Комітеті народного контролю Ради міністрів Латвійської РСР.
З 1974 року — персональний пенсіонер союзного значення в місті Ризі.
Помер 9 вересня 1976 року в місті Ризі.

## Нагороди
- орден Вітчизняної війни ІІ ст. (1.08.1945)
- два ордени Трудового Червоного Прапора (7.11.1945,)
- орден «Знак Пошани»
- медалі